# Joustersluis
De Joustersluis is een sluis in de buurt van de plaats Joure in Friesland, tussen de Noorder Oudeweg (Fries: Noarder Alde Wei) en de Zijlroede (Fries: Jouster Sylroede). 
De Jouster sluis is al jarenlang een schutsluis, maar is waarschijnlijk ooit een spuisluis geweest, gelet op de oorspronkelijke betekenis van de naam Zijlroede: vaart achter een spuisluis. De sluis van het Wetterskip Fryslân staat meestal open. Alleen bij noord- tot zuidwesterstorm worden de sluisdeuren gesloten om te voorkomen, dat het boezemwater te hoog wordt opgestuwd in onder meer de Zijlroede, De Kolk, de Scheensloot en de Jonkersloot. De polderdijken en kades om die vaarten zouden anders kunnen beschadigen en in extreme gevallen kunnen bezwijken.